# Алексеевский (Алтайский край)
Алексеевский — посёлок в Панкрушихинском районе Алтайского края России. Входит в состав Велижанского сельсовета.

## География
Расположен вблизи административной границы с Новосибирской областью, к северу от автодороги 01Н-3203. Абсолютная высота — 214 метров над уровнем моря.

## История
Основано в 1911 году. В 1926 году в посёлке Алексеевском имелось 93 хозяйства и проживало 473 человека (222 мужчины и 251 женщина). В национальном составе населения того периода преобладали русские. Действовала лавка общества потребителей. В административном отношении являлся центром Алексеевского сельсовета Панкрушихинского района Каменского округа Сибирского края.

## Население
| 1926 | 1997 | 1998 | 1999 | 2000 | 2001 |
| ---- | ---- | ---- | ---- | ---- | ---- |
| 473  | ↘144 | →144 | ↗147 | →147 | ↗154 |
| 2002 | 2003 | 2004 | 2005 | 2006 | 2007 |
| ↗155 | ↘149 | →149 | ↘145 | ↘137 | ↘134 |
| 2008 | 2009 | 2010 | 2011 | 2012 | 2013 |
| ↘120 | ↘109 | ↘92  | →92  | ↘90  | ↘86  |

Национальный состав
Согласно результатам переписи 2002 года, в национальной структуре населения русские составляли 95 %.